# Оттерлинг, Андреас
Андреас Оттерлинг (швед. Andreas Otterling; род. 25 мая 1986, Эребру, Швеция) — шведский легкоатлет, специализирующийся в прыжке в длину. Бронзовый призёр чемпионата Европы в помещении 2015 года. Трёхкратный чемпион Швеции.

## Биография
Начал заниматься лёгкой атлетикой в 7 лет, успел попробовать себя в толкании ядра, метании диска и копья, беге на 800 метров, многоборье. Однако лучше всего у него стали получаться выступления в прыжке в длину и тройном прыжке. В 16 лет Андреас получил награду «Талант года» в родном городе Эребру. По этому случаю к нему на тренировку приехали журналисты, чтобы сделать репортаж. Без предварительной разминки он сделал несколько прыжков для фотографов и во время одного из них почувствовал хруст в спине. Реабилитация после этой травмы заняла 3 года, в течение которых Андреас не мог выполнять прыжковые тренировки и выступал на соревнованиях 1-2 раза в год.
Возвращение состоялось только в 2007 году, когда в соревнованиях по тройному прыжку он показал результат 16,06 м и попал в сборную на международный матч Финляндия — Швеция. В 2009 году впервые стал чемпионом Швеции, выиграв зимнее первенство страны в тройном прыжке с попыткой на 16,05 м. В следующем сезоне ему удалось повторить этот успех на летнем чемпионате страны.
Одновременно с этими победами Андреас выступал в прыжке в длину, где с каждым годом улучшал свои результаты. В 2011 году выступил на чемпионате Европы в помещении (не прошёл квалификацию), а также выиграл национальный чемпионат. Без особого успеха представлял Швецию на чемпионате Европы 2012 года и чемпионате Европы в помещении 2013 года.
Зимой 2015 года установил личный рекорд в квалификации зимнего чемпионата Европы (7,96 м), благодаря чему пробился в финал со вторым результатом. Там ему удалось улучшить этот результат: Андреас прыгнул дальше 8 метров (8,06 м) и завоевал бронзовую медаль. Впереди оказались лишь соотечественник Мишель Торнеус и чех Радек Юшка. В летнем сезоне ему также удалось преодолеть 8-метровый барьер: на соревнованиях в Германии он повторил личный рекорд.
В феврале 2016 года он вновь показал лучший результат в карьере (8,12 м), но вскоре получил стрессовый перелом ноги и был вынужден пропустить остаток сезона.

## Основные результаты
| Год  | Турнир                       | Место проведения     | Дисциплина     | Место        | Результат |
| ---- | ---------------------------- | -------------------- | -------------- | ------------ | --------- |
| 2009 | Командный чемпионат Европы   | Лейрия, Португалия   | тройной прыжок | 12-е         | 15,35 м   |
| 2011 | Чемпионат Европы в помещении | Париж, Франция       | прыжок в длину | 18-е (квал.) | 7,63 м    |
| 2012 | Чемпионат Европы             | Хельсинки, Финляндия | прыжок в длину | — (квал.)    | NM        |
| 2013 | Чемпионат Европы в помещении | Гётеборг, Швеция     | прыжок в длину | 22-е (квал.) | 7,39 м    |
| 2015 | Чемпионат Европы в помещении | Прага, Чехия         | прыжок в длину | 3-е          | 8,06 м    |
| 2015 | Командный чемпионат Европы   | Чебоксары, Россия    | прыжок в длину | 4-е          | 7,98 м    |